# Ciglenik (Kutjevo)
Ciglenik je naselje u Požeško-slavonskoj županiji, u sastavu grada Kutjeva.

## Zemljopis
Ciglenik je smješten 27 km istočno od Požege i 12 km južno od Kutjeva, susjedna sela su Kula na sjeveru i Knežci na jugu. 

## Stanovništvo
Prema popisu stanovništva iz 2011. godine Ciglenik je imao 143 stanovnika. 1991. godine smanjen izdvajanjem dijela naselja u samostalno naselje Draganlug (općina Čaglin).
| broj stanovnika | 189   | 202   | 212   | 300   | 334   | 379   | 387   | 426   | 367   | 344   | 290   | 328   | 323   | 290   | 227   | 143   | 94    |
|                 | 1857. | 1869. | 1880. | 1890. | 1900. | 1910. | 1921. | 1931. | 1948. | 1953. | 1961. | 1971. | 1981. | 1991. | 2001. | 2011. | 2021. |